# بوشكو أبراموفيتش
بوشكو أبراموفيتش (بالصربية: Бошко Абрамовић) لاعب شطرنج صربي يحمل لقب أستاذ كبير.
- ولد عام 1951 في مدينة زرنيانين في يوغوسلافيا.
- حصل على لقب أستاذ دولي في عام 1980.
- حصل على لقب أستاذ كبير في عام 1984.
- بلغ أفضل تصنيف له 2633 نقطة.
- عمل مدربا للمنتخب القومي الصربي.
- توفي في 19 ديسمبر 2021.

## وصلات خارجية
- بوشكو أبراموفيتش على موقع الاتحاد الدولي للشطرنج (الإنجليزية)
- بوشكو أبراموفيتش على موقع مباريات الشطرنج (الإنجليزية)
- بوشكو أبراموفيتش على موقع 365Chess.com (الإنجليزية)
- بوشكو أبراموفيتش على موقع Chesstempo.com (الإنجليزية)